# Graskratertje
Het graskratertje (Stictis arundinacea) is een schimmel behorend tot de familie Stictidaceae. Hij komt voor op grasachtigen.

## Verspreiding
In Nederland komt het graskratertje zeldzaam voor.